# كاثرين شيروود
كاثرين شيروود هي فنانة أمريكية تعيش وتعمل في منطقة خليج سان فرانسيسكو، كاليفورنيا، معروفة بلوحاتها التي تستكشف الإعاقة والنسوية والشفاء، وبنشاطها في التدريس وحقوق ذوي الإعاقة في قسم ممارسة الفن في جامعة كاليفورنيا في بيركلي.

## الحياة المبكرة والتعليم
وُلدت كاثرين شيروود عام 1952 في نيو أورلينز، لويزيانا. بعد الوفاة المبكرة لوالدها وزواج والدتها مرة أخرى، انتقلت عائلتها إلى كاليفورنيا، حيث التحقت بمدرسة كاثوليكية ثانوية. حصلت على شهادة البكالوريوس في تاريخ الفن عام 1975 من جامعة كاليفورنيا في ديفيس، حيث درست الفن مع الرسام مايك هندرسون، وعلى درجة الماجستير في الفنون الجميلة عام 1979 من معهد الفنون في سان فرانسيسكو.

## المسيرة المهنية
بعد تخرجها من جامعة كاليفورنيا في ديفيس، عاشت شيروود في سان فرانسيسكو، كاليفورنيا، وشاركت في مشهد موسيقى البانك في منطقة الخليج. أنجزت لوحات تصويرية ساخرة وجريئة استخدمت فيها أيقونات كاثوليكية، بما في ذلك سلسلة "النساء العدوانيات" (1978–1982) التي استخدمت إطارات من متاجر الخردة وصوّرت شهيدات كاثوليكيات وعاملات جنس. أقامت أول معرض فردي لها في معرض بول أنغليم عام 1982، وهو بداية علاقة دامت مدى الحياة مع هذه المعرض.
بعد انتقالها إلى نيويورك، حيث انخرطت في مشهد الفن والثقافة المضادة في إيست فيليدج، واصلت شيروود عرض أعمالها التي تناولت مواضيع مثل الجندر، والتكنولوجيا، والأيقونات الدينية، والتصوير الطبي.
في عام 1990، تم تعيينها أستاذة مسار دائم في قسم ممارسة الفن في جامعة كاليفورنيا في بيركلي، حيث درّست الرسم إلى جانب زميلتيها جوان براون ووندي سوسمان.
في عام 1997، وعندما كانت تبلغ من العمر 44 عامًا، أصيبت بسكتة دماغية حادة – نزيف دماغي – أدى إلى شلل في الجانب الأيمن من جسدها، وأثر على إدراكها وكلامها. كان تعليم نفسها الرسم من جديد جزءًا أساسيًا من عملية شفائها. لوحات هذه الفترة دمجت صورًا لأشعة تصوير الأوعية الدماغية لدماغها،ورموز شفاء سحرية من كتاب "ليميغيتون". استخدمت هذه اللوحات مساحات تجريدية ملونة من الطلاء المسكوب مع تشققات متعمدة.
كانت شيروود قد استخدمت صورًا للدماغ في أعمالها منذ عام 1991، وقالت عن السكتة الدماغية إنها كانت اللحظة التي "لحق فيها حياتي بفني".
نالت اهتمامًا وطنيًا عند نشر مقال عنها على غلاف صحيفة "وول ستريت جورنال" عام 2000، ومشاركتها في بينالي ويتني في العام ذاته.

### فن الإعاقة
عندما أعادت تطوير طريقتها في الرسم، أصبحت أعمالها امتدادًا لنشاطها في حقوق ذوي الإعاقة. في جامعة كاليفورنيا في بيركلي، طورت مقررًا بعنوان "الفن والإعاقة"، وأصبحت ناشطة في برنامج دراسات الإعاقة. كتبت وتحدثت على نطاق واسع عن تجربتها الشخصية مع الإعاقة، ولاحقًا أصبحت عضوًا في مجلس مركز "كرييتيف غروث آرت سنتر" في أوكلاند، وهي منظمة تدعم الفنانين ذوي الإعاقات النمائية.
تنتقد شيروود الطريقة التي يُعرض بها سرد قصتها في الإعلام بوصفه "قصة تغلب"، إذ ترى في إعاقتها جزءًا ذا قيمة من هويتها، لا عائقًا يجب التغلب عليه.
بدءًا من عام 2010، بدأت شيروود مجموعة جديدة من الأعمال التصويرية التي استخدمت صورًا مركبة من أشعة الرنين المغناطيسي وتناولت الإعاقة بشكل صريح.
سلسلة "فينوس" (2013–2022) أعادت استخدام صور شهيرة لعاريات مستلقيات من تاريخ الفن الغربي، عبر رسمها على الجهة الخلفية لملصقات تلك الأعمال، وقدمتها على شكل نساء فخورات ومعاقات يستخدمن أطرافًا صناعية أو تقنيات مساعدة.
أما سلسلة "زهور الدماغ" (2014–2022)، فقد استخدمت imagery من لوحات الفانيتاس لرسامات القرن السابع عشر في هولندا وأوروبا مثل راشيل رويش وماريا فان أوستيرويك وخوسيفا دي أوبيدوس وماريا سيبيلا مريان، وغيرهن، مما سلّط الضوء على هؤلاء الرسامات اللواتي لم يُعترف بهن بالقدر الكافي، واستخدمت اللغة الرمزية لهذه اللوحات لمناقشة الإعاقة والموت.

## المجموعات
توجد أعمال كاثرين شيروود ضمن المجموعات الدائمة في متحف سان فرانسيسكو للفن الحديث؛ ومتحف بيركلي للفن وأرشيف السينما الباسيفيكية؛ ومتاحف الفنون الجميلة في سان فرانسيسكو؛ ومتحف كروكر للفنون في ساكرامنتو؛ ومتحف سان خوسيه للفنون؛ ومتحف دي يونغ في سان فرانسيسكو؛ ومتحف الفن المعاصر في سان دييغو؛ ومتحف بالم سبرينغز للفنون؛ والأكاديمية الوطنية للعلوم في واشنطن العاصمة؛ ووزارة الخارجية الأمريكية في واشنطن العاصمة؛ وشركة مايكروسوفت في ريدموند، واشنطن؛ ومؤسسة فورد في نيويورك، إلى جانب مجموعات عامة وخاصة أخرى.

## التكريم
حصلت شيروود على درجة دكتوراه فخرية من معهد شيكاغو للفنون عام 2020؛ وعلى جائزة وين نيوهاوس عام 2012؛ ومنحة من مؤسسة جوان ميتشل عام 2006؛ وزمالة غوغنهايم عام 2005؛ وجائزة أدالاين كنت من معهد سان فرانسيسكو للفنون عام 1999؛ ومنحة من مؤسسة بولاك-كراسنر عام 1998؛ ومنحة من مؤسسة أدولف وإستير غوتليب عام 1997؛ وزمالة فنان من المؤسسة الوطنية للفنون عام 1989.